# Sciodrepoides fumatus
Sciodrepoides fumatus är en skalbaggsart som först beskrevs av Spence 1815.  Sciodrepoides fumatus ingår i släktet Sciodrepoides, och familjen mycelbaggar. Arten är reproducerande i Sverige.